# Danijel Anđelković
Danijel Anđelković, né le 28 août 1978 à Belgrade, est un ancien joueur de handball serbe évoluant au poste de demi-centre. Après avoir terminé sa carrière de joueur au Fenix Toulouse Handball, il en devient entraîneur adjoint en  2015 aux côtés de Philippe Gardent puis lui succède en 2021.

## Palmarès de joueur

### En club
- Championnat de RF Yougoslavie (3) : 1996, 1997, 1998
- Championnat de Hongrie (2) : 2007
  - Vice-champion en 2005, 2006, 2008, 2009 et 2010
- Coupe de Hongrie (2) : 2006, 2008
- Finaliste de la Coupe de la Ligue française en 2015

### En équipe nationale
Championnats du monde
- 5e place au Championnat du monde 2005
- 8e place au Championnat du monde 2009

 Championnats d'Europe
- 8e place au Championnat d'Europe 2004
- 9e place au Championnat d'Europe 2006
- 13e place au Championnat d'Europe 2010

## Palmarès d'entraîneur

### Distinction individuelles
- élu meilleur entraîneur du championnat de France en 2022 et 2023